# Angola op de Olympische Zomerspelen 2000
Angola nam deel aan de Olympische Zomerspelen 2000 in Sydney, Australië. Het was de vijfde olympische deelname van het Afrikaanse land.

## Deelnemers en resultaten per onderdeel

### Atletiek
| Olympiër        | Discipline   | Resultaat | Prestatie              |
| --------------- | ------------ | --------- | ---------------------- |
| João N'Tyamba   | marathon (m) | 17e       | 2:16.43                |
|                 |              |           |                        |
| Delfina Joaquim | 800m (v)     | 35e       | serie 4: 7e in 2.15,02 |

### Basketbal
| Olympiër | Discipline | Resultaat | Prestatie |
| --- | ---------- | --------- | --------- |
| Carlos Almeida Belarmino Chipongue Herlander Coimbra Victor de Carvalho David Dias Garcia Domingos Buila Katiavala Miguel Lutonda Aníbal Moreira Victor Muzadi Ângelo Victoriano Edmar Victoriano | mannen     | 12e       |           |

| Groep B |             |             |             |             |            |            |            |        |
| #       | Land        | Wedstrijden | Wedstrijden | Wedstrijden | Doelpunten | Doelpunten | Doelpunten | Punten |
| #       | Land        | G           | W           | V           | V          | T          | Saldo      | Punten |
| 1       | Canada      | 5           | 4           | 1           | 433        | 373        | +60        | 9      |
| 2       | Joegoslavië | 5           | 4           | 1           | 372        | 338        | +34        | 9      |
| 3       | Australië   | 5           | 3           | 2           | 408        | 407        | +1         | 8      |
| 4       | Rusland     | 5           | 3           | 2           | 367        | 328        | +39        | 8      |
| 5       | Spanje      | 5           | 1           | 4           | 349        | 376        | -27        | 6      |
| 6       | Angola      | 5           | 0           | 5           | 303        | 410        | -107       | 5      |

| Ronde         | Datum | Lokale tijd | MEZT   | Plaats        | Land  | Score     | Land |
| ------------- | ----- | ----------- | ------ | ------------- | ----- | --------- | ---- |
| Groepsfase    |       |             |        |               |       |           |      |
| 17 september  | 19:30 | 11:30       | Sydney | Spanje        | 64-45 | Angola    |      |
| 19 september  | 09:30 | 01:30       | Sydney | Canada        | 99-54 | Angola    |      |
| 21 september  | 19:30 | 11:30       | Sydney | Joegoslavië   | 73-64 | Angola    |      |
| 23 september  | 16:30 | 08:30       | Sydney | Angola        | 75-86 | Australië |      |
| 25 september  | 09:30 | 01:30       | Sydney | Angola        | 65-88 | Rusland   |      |
| 11-12e plaats |       |             |        |               |       |           |      |
| 26 september  | 14:30 | 06:30       | Sydney | Nieuw-Zeeland | 70-60 | Angola    |      |

### Handbal
| Olympiër | Discipline | Resultaat | Prestatie |
| --- | ---------- | --------- | --------- |
| Ilda Bengue Regina Camumbila Domingas Cordeiro Maura Faial Maria Inês Jololo Marcelina Kiala Ivone Mufuca Anica Neto Justina Praça Odete Tavares Filomena Trindade Teresa Ulundo Lili Webba-Torres | vrouwen    | 9e        |           |

| Groep A |            |             |             |             |             |            |            |            |        |
| #       | Land       | Wedstrijden | Wedstrijden | Wedstrijden | Wedstrijden | Doelpunten | Doelpunten | Doelpunten | Punten |
| #       | Land       | G           | W           | G           | V           | V          | T          | Saldo      | Punten |
| 1       | Zuid-Korea | 4           | 4           | 0           | 0           | 131        | 100        | +31        | 8      |
| 2       | Hongarije  | 4           | 2           | 1           | 1           | 119        | 106        | +13        | 5      |
| 3       | Frankrijk  | 4           | 2           | 0           | 2           | 90         | 93         | -3         | 4      |
| 4       | Roemenië   | 4           | 1           | 1           | 2           | 99         | 101        | -2         | 3      |
| 5       | Angola     | 4           | 0           | 0           | 4           | 98         | 137        | -39        | 0      |

| Ronde        | Datum | Lokale tijd | MEZT   | Plaats     | Land  | Score     | Land |
| ------------ | ----- | ----------- | ------ | ---------- | ----- | --------- | ---- |
| Groepsfase   |       |             |        |            |       |           |      |
| 17 september | 14:30 | 06:30       | Sydney | Hongarije  | 42-22 | Angola    |      |
| 21 september | 16:30 | 08:30       | Sydney | Angola     | 25-35 | Roemenië  |      |
| 23 september | 14:30 | 06:30       | Sydney | Angola     | 27-29 | Frankrijk |      |
| 25 september | 16:30 | 08:30       | Sydney | Zuid-Korea | 31-24 | Angola    |      |
| 9-10e plaats |       |             |        |            |       |           |      |
| 28 september | 10:30 | 02:30       | Sydney | Angola     | 26-18 | Australië |      |

### Schietsport
| Olympiër            | Discipline | Resultaat | Prestatie               |
| ------------------- | ---------- | --------- | ----------------------- |
| João Paulo de Silva | trap (m)   | 41e       | kwalificatie: 99 punten |

### Zwemmen
| Olympiër    | Discipline          | Resultaat | Prestatie              |
| ----------- | ------------------- | --------- | ---------------------- |
| João Aguiar | 50m vrije slag (m)  | 63e       | serie 3: 8e in 25,70   |
|             |                     |           |                        |
| Nádia Cruz  | 100m schoolslag (v) | 38e       | serie 2: 7e in 1.19,57 |

Albanië · Algerije · Amerikaanse Maagdeneilanden · Amerikaans-Samoa · Andorra · Angola · Antigua en Barbuda · Argentinië · Armenië · Aruba · Australië · Azerbeidzjan · Bahama's · Bahrein · Bangladesh · Barbados · België · Belize · Benin · Bermuda · Bhutan · Bolivia · Bosnië en Herzegovina · Botswana · Brazilië · Britse Maagdeneilanden · Brunei · Bulgarije · Burkina Faso · Burundi · Cambodja · Canada · Centraal-Afrikaanse Republiek · Chili · China · Chinees Taipei · Colombia · Comoren · Congo-Brazzaville · Congo-Kinshasa · Cookeilanden · Costa Rica · Cuba · Cyprus · Denemarken · Djibouti · Dominica · Dominicaanse Republiek · Duitsland · Ecuador · Egypte · El Salvador · Equatoriaal-Guinea · Eritrea · Estland · Ethiopië · Fiji · Filipijnen · Finland · Frankrijk · Gabon · Gambia · Georgië · Ghana · Grenada · Griekenland · Groot-Brittannië · Guam · Guatemala · Guinee · Guinee‑Bissau · Guyana · Haïti · Honduras · Hongarije · Hongkong · Ierland · IJsland · India · Indonesië · Irak · Iran · Israël · Italië · Ivoorkust · Jamaica · Japan · Jemen · Joegoslavië · Jordanië · Kaaimaneilanden · Kaapverdië · Kameroen · Kazachstan · Kenia · Kirgizië · Koeweit · Kroatië · Laos · Lesotho · Letland · Libanon · Liberia · Libië · Liechtenstein · Litouwen · Luxemburg · Macedonië · Madagaskar · Malawi · Malediven · Maleisië · Mali · Malta · Marokko · Mauritanië · Mauritius · Mexico · Micronesië · Moldavië · Monaco · Mongolië · Mozambique · Myanmar · Namibië · Nauru · Nederland · Nederlandse Antillen · Nepal · Nicaragua · Nieuw-Zeeland · Niger · Nigeria · Noord-Korea · Noorwegen · Oeganda · Oekraïne · Oezbekistan · Oman · Oostenrijk · Pakistan · Palau · Palestina · Panama · Papoea-Nieuw-Guinea · Paraguay · Peru · Polen · Portugal · Puerto Rico · Qatar · Roemenië · Rusland · Rwanda · Saint Kitts en Nevis · Saint Lucia · Saint Vincent en Grenadines · Salomonseilanden · Samoa · San Marino ·  Sao Tomé en Principe · Saoedi-Arabië · Senegal · Seychellen · Sierra Leone · Singapore · Slovenië · Slowakije · Soedan · Somalië · Spanje · Sri Lanka · Suriname · Swaziland · Syrië · Tadzjikistan · Tanzania · Thailand · Togo · Tonga · Trinidad en Tobago · Tsjaad · Tsjechië · Tunesië · Turkije · Turkmenistan · Uruguay · Vanuatu · Venezuela · Verenigde Arabische Emiraten · Verenigde Staten · Vietnam · Wit-Rusland · Zambia · Zimbabwe · Zuid-Afrika · Zuid-Korea · Zweden · Zwitserland · Individuele olympische atleten